# Kaleń (powiat grodziski)
Kaleń – wieś sołecka w Polsce położona w województwie mazowieckim, w powiecie grodziskim, w gminie Żabia Wola.
Wieś szlachecka położona była w drugiej połowie XVI wieku w powiecie tarczyńskim ziemi warszawskiej województwa mazowieckiego. W latach 1975–1998 miejscowość należała administracyjnie do województwa skierniewickiego.
Nazwa tradycyjnie rodzaju żeńskiego. Każdy inny Kaleń w Polsce jest nazwą rodzaju męskiego, co wiąże się z inną odmianą nazwy wsi przez jej mieszkańców.